# Guillermo Pérez Sandoval
Guillermo Pérez Sandoval (né le 14 octobre 1979 à Taretan, Michoacán) est un taekwondoïste mexicain. Il a obtenu la médaille d'or de taekwondo en moins de 58 kilos aux Jeux olympiques d'été de 2008, avec laquelle le Mexique remporte sa première médaille d'or de ces olympiades à Pékin.